# 임충 (작가)
임충(林忠, 본명(本名)은 임충희(林忠熙), 1938년 3월 6일 ~ 2017년 10월 28일)은 대한민국의 시나리오 작가, 드라마 작가, 영화감독, 대중음악 작사가이다.

## 이력
충청북도 영동에서 출생하였고 지난날 한때 충청북도 충주에서 잠시 유아기를 보낸 적이 있는 그의 본관은 부안이다.
1962년 신상옥 감독의 '신필름'에 입사하여 연출부 소속으로 있던 중 1964년 영화 《종이배의 연정》이라는 작품으로 시나리오 작가 데뷔하였다. 41세이던 1978년, KBS 드라마 《전우》의 최종회로 드라마 집필을 시작하였다.
폐암으로 투병하던 중,  2017년 10월 28일 별세했다.

## 논란

### 집필 드라마 시간대 배치 관련 논란
한편, 1996년 수목 미니시리즈로 부활된 KBS 2TV  《전설의 고향》 원작자로 참여하기도 했는데 이 작품은 당초 사극 《조광조》 후속 월화드라마로 기획됐으나 본인(임충)의 또다른 작품인 SBS 《만강》과 같은 시간에 방영되는 것을 원하지 않자 《컬러》 후속 수목 미니시리즈로 기획된 《신고합니다》와 편성을 맞바꿨으며 본인의 집필작이자 제 10회 한국방송작가상 드라마 부문 최종 후보에 오르기도 했지만 "순수 창작물"이란 규정에 미달되어 탈락한 '사굴'이 속했던   《전설의 고향》 1997년판은  당초  《프로포즈》후속 월화 미니시리즈로 기획됐으나 97년 6월 14일 첫 방영되어 주말 오후 9시에 방송된 2부작 단막극 《테마 드라마》가  소재 고갈도 문제였지만 동시간대 SBS 《꿈의 궁전》과 그 후속작인 SBS 《이웃집 여자》에 눌려 고전을 면치 못하자 갑작스럽게  《테마 드라마》 후속으로 변경했는데 이에 대해 KBS 측은 " '전설의 고향'이 밤 9시대에 맞는 가족 드라마이며  방송시기가 여름방학을 끼고 있다"라 설명했다.

## 학력
- 대전고등학교 졸업
- 성균관대학교 국어국문학과 중퇴

## 집필 작품

### 드라마
- 1978년 KBS 《들국화》
- 1981년 KBS 《TV 문학관 - 삼포 가는 길》
- 1981년 MBC 《여인열전 - 장희빈》
- 1982년 MBC 《여인열전 - 은장도》
- 1982년 MBC 《여인열전 - 황진이》
- 1985년 MBC 《아무렴 그렇지, 그렇고 말고》
- 1987년 KBS2 《사모곡》
- 1988년 KBS2 《하늘아 하늘아》
- 1990년 MBC 《몽실언니》
- 1990년 KBS1 《만석꾼 며느리 뽑기》
- 1991년 KBS1 《춘보뎐》
- 1991년 KBS1 《열녀, 지옥에 떨어지다》
- 1991년 SBS 《길》
- 1992년 MBC 《일출봉》
- 1994년 MBC 《야망》
- 1995년 SBS 《장희빈》
- 1996년 SBS 《만강》(87년 KBS 드라마 '사모곡'의 리메이크)
- 1996년 MBC 《미망》
- 1998년 MBC 《대왕의 길》
- 2001년 MBC 《홍국영》(유작)

### 영화
- 1966년 《종이배의 연정》
- 1971년 《나를 버리시나이까》
- 1974년 《의처소동》
- 1974년 《이름 모를 소녀》
- 1974년 《사하린의 하늘과 땅》
- 1975년 《너 또한 별이 되어》
- 1976년 《오계》
- 1978년 《아스팔트 위의 여자》
- 1979년 《휘청거리는 오후》
- 1980년 《세번 웃는 여자》
- 1983년 《여인잔혹사 물레야 물레야》
- 1984년 《흐르는 강물을 어찌 막으랴》

각색
- 1978년 《부초》

## 연출
- 1971년 《쌍벌한》

조감독
- 1966년 《일월》

## 수상
- 1979년 KBS 방송대상 특별상
- 1983년 제22회 대종상 각본상 《여인잔혹사 물레야 물레야》
- 1984년 한국영화평론가협회상 각본상 《여인잔혹사 물레야 물레야》
- 1989년 제1회 한국방송작가상
- 1992년 MBC 방송대상 특별상
- 1993년 제29회 백상예술대상 TV 극본상 《일출봉》
- 1994년 한국노랫말 대상 국악가요 노랫말상
- 2016년 제7회 대한민국 대중문화예술상 보관문화훈장

## 참고 사항
- 본인의 집필작 중 하나였던 KBS 2TV 전설의 고향 - 1997년 11화 '사굴'은  제 10회 한국방송작가상 드라마 부문 최종 후보에 오르기도 했지만 "순수 창작물"이란 규정[6]에 미달되어 탈락했으며 임충 작가의 전 집필작인 MBC 대왕의 길과 경쟁한 작품 중의 하나인 SBS 미스터Q는 11회 한국방송작가상 드라마 부문 후보에 올랐으나 "순수 창작물"이란 규정[6] 에 미달되어 탈락하기도 했다.